# النيابة العامة (البحرين)
تعتبر النيابة العامة إحدى ثمار المشروع التنموي الشامل الذي دشنه وباركه ورعى خطاه الملك حمد بن عيسى بن سلمان آل خليفة عاهل البلاد المعظم حفظه الله ورعاه، حيث أن النيابة العامة شعبة أصيلة من شعب القضاء، يدخل في اختصاصها تحريك الدعوى الجنائية ومباشرتها أمام المحاكم، وهي تباشر اختصاصها ذاك بوصفها نائبة عن المجتمع والممثلة لمصالحه في الدعوى الجنائية، وتتميز خصومتها فيها بالحيادية، والنيابة العامة تتمتع بالاستقلال، فأعضاؤها – عدا مساعدي النيابة – غير قابلين للعزل، ويخضعون في أعمالهم لرئاسة وإشراف النائب العام، الذي له السلطة في تعيينهم ونقلهم وترقيتهم ومجازاتهم، ويتبعون جميعاً المجلس الأعلى للقضاء.

## النائب العام
النائب العام الدكتور علي بن فضل البوعينين على رأس النيابة العامة، وهو المختص بالدعوى الجنائية بصفته نائباً عن المجتمع يباشرها بنفسه أو بواسطة أعضاء النيابة، وسلطاته وولايته عامة تشمل سلطتي التحقيق والاتهام، وتنبسط على إقليم المملكة برمته وعلى كافة ما يقع من جرائم، وله اختصاصات في شأن الدعوى الجنائية والإشراف القضائي والإداري لا يشاركه فيها أحد من أعضاء النيابة إلا بتفويض خاص منه.

## المكتب الفني للنائب العام
يختص بالنظر وإبداء الرأي في القضايا والمسائل الهامة.

## نيابة الاستئناف
تختص بمراجعة ودراسة الأحكام الصادرة عن المحاكم بمختلف درجاتها، والتقرير بالاستئناف للأسباب والمبررات القانونية الداعية لذلك، وإعداد مذكرات الطعن وإيداعها، ومراجعة الأوامر الجنائية الصادرة من القاضي، والاعتراض عليها في الميعادـ وتباشر عملها تحت إشراف المحامي العام الأول.

## التفتيش القضائي
يختص بالتفتيش على أعمال أعضاء النيابة العامة، واقتراح برامج الدورات التدريبية وإعداد الدراسات والبحوث وتعاميم القوانين والقرارات والتعليمات التي يصدرها النائب العام والمحامي العام الأول لتنظيم العمل بالنيابات على أعضاء النيابة.

## مكتب التعاون الدولي وحقوق الإنسان
النظر في طلبات تسليم المتهمين والمحكوم عليهم الذين يقيمون في دول أجنبية وتطلب تسليمهم إليها، وكذلك طلبات التسليم التي تطلبها السلطة القضائية بالمملكة من هذه الدول، وتلقي ومتابعة تنفيذ الإنابات القضائية التي ترد من الدول الأجنبية وإرسال الإنابات القضائية البحرينية إليهم، والإعداد للمؤتمرات والندوات المتعلقة بالعمل القضائي والقانوني والتعاون الدولي والتي يشارك فيها أعضاء النيابة والتي تعقد بداخل مملكة البحرين أو خارجها.

## النيابة الكلية
تختص بالتصرف النهائي في الجنايات سواء بإحالتها إلى المحكمة الكبرى أو بإصدار أوامر فيها بأن لا وجه لإقامة الدعوى الجنائية، فضلاً عن الإشراف على أعمال النيابات الجزئية والمتخصصة.

### النيابات الجزئية
- نيابة محافظة العاصمة
- نيابة محافظة المحرق
- نيابة المحافظة الجنوبية
- نيابة المحافظة الشمالية

اذ تختص كل منها بالتحقيق والتصرف في الجرائم التي تقع بدوائر مديريات الأمن، فضلاً عن الاختصاص النوعي المناط ببعضها طبقاً لقرارات النائب العام.

### نيابة الجرائم الإرهابية
تختص نيابة الجرائم الإرهابية بالتحقيق في الجرائم المنصوص عليها بالقانون رقم 58 لسنة 2006 بشأن حماية المجتمع من الأعمال الإرهابية وتعديلاته.

### نيابة الأسرة والطفل
تختص بالتحقيق والتصرف في الجنح وإعداد قضايا الجنايات للتصرف بالنسبة للجرائم المعاقب عليها وفقاً قوانين الطفل، والحماية من العنف الأسري، والعدالة الإصلاحية للأطفال، وحمايتهم من سوء المعاملة، إضافة لاستصدار قرارات الحماية المنصوص عليها في تلك القوانين وإصدار قرارات مؤقتة مسببة بنقل المعتدى عليه خارج أسرته لحمايته.

### نيابة المرور
هي إحدى النيابات المتخصصة المنشأة بقرار من النائب العام وتختص بالتحقيق والتصرف في قضايا الجنح والمخالفات المنصوص عليها في قانون المرور ولائحته التنفيذية والقرارات الوزارية المنفذة له، وتمثيل النيابة العامة لدى المحكمة المختصة بالفصل في القضايا سالفة الذكر.

### نيابة الوزارات والجهات العامة
تختص بالتحقيق والتصرف في البلاغات والقضايا التي ترد إلى النيابة من الوزارات والهيئات والمؤسسات العامة بالمملكة، والمتعلقة بالجرائم التي تقع بالمخالفة لأحكام القوانين التي تشرف على تطبيقها، كما لها الاختصاص في التحقيق في قضايا السخرة واحتجاز الأجور والتسول.

### نيابة التنفيذ
الإشراف على تنفيذ الأحكام الصادرة من المحاكم، وإعلان الأحكام الغيابية والمعتبرة حضورياً، والإشراف على تنفيذ العقوبات والتدابير البديلة، واتخاذ الإجراءات اللازمة بشأن التصرف في المضبوطات.

### نيابة الجرائم المالية وغسل الأموال
تختص بالتحقيق في مواد الجنايات، والتحقيق والتصرف في مواد الجنح في الجرائم المخلة بواجبات الوظيفة وجرائم غسل الأموال والجرائم المنصوص عليها في القانون رقم 32 لسنة 2010 بشأن الكشف عن الذمة المالية.

### نيابة الاتجار بالأشخاص
هي إحدى النيابات المتخصصة المنشأة بقرار من النائب العام وتختص بالتحقيق في الجرائم المنصوص عليها في القانون رقم (١) لسنة ٢٠٠٨ بشأن مكافحة الاتجار بالأشخاص وما يرتبط بها من جرائم أخرى، بالإضافة إلى متابعة القضايا ومباشرتها أمام المحاكم، وزيارة مراكز الإيواء وأماكن سكن المجني عليهم، وإعداد البحوث والدراسات وإعداد تقارير بما تكشف عنه التحقيقات من طرائق مستحدثة في ارتكاب الجريمة.

### نيابة الجرائم الإلكترونية
هي إحدى النيابات المتخصصة المنشأة بقرار من النائب العام وتختص بالتحقيق في جرائم الاعتداء على وسائل تقنية المعلومات وجرائم الاعتداء على حرمة الاتصالات والجرائم المنصوص عليها بقانون الخطابات والمعاملات الإلكترونية والجرائم التي ترتكب باستخدام وسائل إلكترونية، بالإضافة إلى متابعة القضايا ومباشرتها أمام المحاكم، وإعداد البحوث والدراسات وإعداد تقارير بما تكشف عنه التحقيقات من طرائق مستحدثة في ارتكاب الجريمة، والتنسيق مع الجهات المعنية ذات الصلة لتطوير العمل في مجال المكافحة ورصد الأدلة المادية والتقنية لغرض ضمان فاعلية إنفاذ القانون والملاحقة القضائية بصدد هذه النوعية من الجرائم.

## المكاتب والوحدات المتخصصة

### وحدة جرائم التهرب الضريبي (تابعة لنيابة الجرائم المالية وغسل الأموال)
هي وحدة متخصصة في نيابة الجرائم المالية وغسل الأموال، تختص بالتحقيق والتصرف في جرائم التهرب الضريبي كافة أياً كان نوع الضريبة وفي القضايا التي تقع بالمخالفة للقانون رقم 10 لسنة 2002 بالموافقة على النظام الموحد للجمارك لدول مجلس التعاون لدول الخليج العربية، وكذا الجرائم المرتبطة بها ارتباطاً لا يقبل التجزئة.

### وحدة جرائم المخدرات (تابعة لنيابة محافظة المحرق)
هي وحدة متخصصة في نيابة محافظة المحرق، تختص بالتحقيق في مواد الجنايات والتحقيق والتصرف في مواد الجنح الخاصة بالمواد المخدرة والمؤثرات العقلية.

### وحدة حقوق الإنسان (هي وحدة متخصصة تابعة لمكتب التعاون الدولي وحقوق الإنسان)
تختص في متابعة القضايا التي تثار فيها وقائع ماسة بحقوق الإنسان، وتلقي تقارير التفتيش الدوري أو المفاجئ الذي تجريه النيابة العامة على مراكز الإصلاح والتأهيل، والرد على الاستفسارات المتعلقة بحقوق الإنسان فيما يخص أعمال النيابة العامة، والتي ترد من الجهات الوطنية، أو من الدول والمنظمات الدولية.

### وحدة الإرشاد القانوني والدعم النفسي
حيث تتكون من قسمين الأول للإرشاد القانوني ويعنى بتقديم المساعدة القانونية لذوي الشأن وتوجيههم والثاني للدعم النفسي ويعنى برعاية الطفل الضحية أثناء التحقيق.

### إدارة الأدلة المادية
ويختص بفحص كافة المضبوطات المرسلة من قبل النيابة العامة كما يتم رفع العينات والمسحات اللازمة من الأطراف والمضبوطات ومسارح الجريمة، ويتم مقارنتها وإصدار تقارير فنية بنتائج الفحص، ويتكون من عدة أقسام كقسم الطب الشرعي، وقسم التزييف والتزوير وقسم المختبرات ويتضمن مختبر السموم والعقاقير ومختبر الكيمياء ومختبر الفيزياء ومختبر الأحياء والبصمة الوراثية.

### مكتب حماية المجني عليهم والشهود
يختص بتلقي طلبات فرض تدابير الحماية المنصوص عليها بقانون الإجراءات الجنائية والتي تصدر عن النيابة العامة أثناء التحقيق أو عن المحكمة، وتنفيذ الأوامر الصادرة بشأنها، والمساهمة في رفع الأضرار النفسية أو المادية التي تلحق بالمجني عليهم من جراء الجريمة، أو ذات صلة بها وبما يدلى من شهادة أو معلومات.

### مكتب التنفيذ والرعاية اللاحقة (تابع لنيابة الأسرة والطفل)
يختص بتنفيذ ومتابعة تنفيذ الأحكام والقرارات والأوامر التي ترد إلى المكتب والصادرة عن محكمة العدالة الإصلاحية للطفل واللجنة القضائية للطفولة، فضلا عن دعم وتعزيز منظومة الرعاية اللاحقة للطفل وذلك بالتنسيق مع جميع الجهات ذات الصلة وبما يكفل المصلحة الفضلى للطفل.

### مكتب العقوبات البديلة (مكتب تابع لنيابة التنفيذ)
يختص باستلام كافة الطلبات المقدمة إلى النيابة العامة بشأن استبدال العقوبة بإحدى العقوبات البديلة، كما يختص بتنفيذ ومتابعة قرارات قاضي تنفيذ العقاب أو قاضي الموضوع إلكترونياً.

## الهيكل التنظيمي

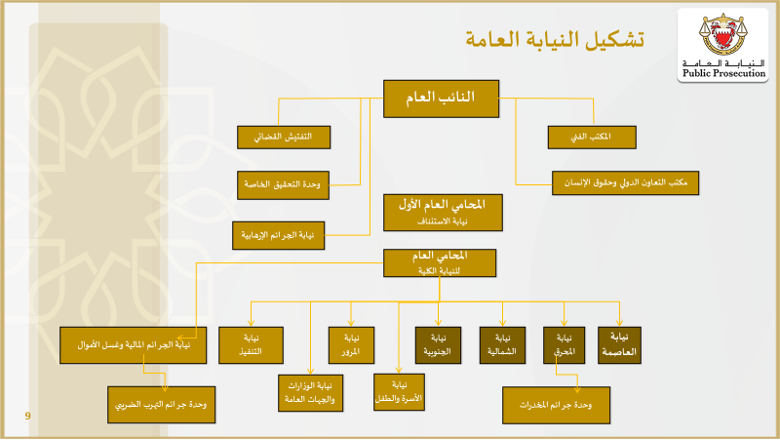